# Ruby (Laura Rizzotto)
Ruby (stilizzato RUBY) è il primo EP della cantautrice brasiliana naturalizzata lettone Laura Rizzotto, pubblicato per il download digitale a livello globale il 29 giugno 2018 attraverso l'etichetta discografica indipendente della Rizzotto, la Made in Rio Music, e anticipato da quattro singoli: The High, Cherry on Top, Red Flags e Bonjour.
Ruby è il primo EP pubblicato dalla cantante in seguito alla sua partecipazione all'Eurovision Song Contest 2018, in cui ha rappresentato la Lettonia con il brano Funny Girl, che però non fa parte dell'extended play. Inoltre, Ruby è anche il primo EP di una serie intitolata Precious Stones ("pietre preziose").

## Antefatti
Successivamente alla pubblicazione del suo secondo album in studio Reason to Stay nel 2014, dal 2016 al 2017 Laura Rizzotto ha lavorato come coach di lingua portoghese per Jennifer Lopez dopo essere stata ingaggiata dall'etichetta Sony Music. Intorno allo stesso periodo, la cantante ha iniziato a lavorare ad un suo nuovo progetto musicale ed è ritornata a scrivere nuovi brani. Nel dicembre 2017 Laura Rizzotto ha preso parte al Supernova 2018, il format per la ricerca del rappresentante lettone all'Eurovision Song Contest con il brano Funny Girl. Laura ha deciso di prendere parte a Supernova 2018 proprio con questo brano poiché lei e la sua famiglia avevano già da tempo intenzione di visitare la Lettonia, in occasione delle celebrazioni del centenario della Repubblica di Lettonia, e per partecipare al Song and Dance Festival, organizzato ogni 5 anni, oltre alla possibilità di riabbracciare parenti che dal Brasile erano tornati nel loro paese natale. Facendo ricerche per il loro soggiorno a Riga, Laura si è imbattuta in una news riguardante Supernova, e ha pertanto deciso di inviare quello che allora era il suo ultimo pezzo originale, Funny Girl. Dopo aver superato le selezioni online, ha avuto accesso allo show televisivo, dove si è esibita nella terza semifinale per poi accedere alla serata finale.. Nella serata finale del programma è stata proclamata vincitrice del programma, avendo ottenuto il massimo dei punteggi da parte della giuria e del pubblico. Questo le ha concesso pertanto il diritto di rappresentare la Lettonia all'Eurovision Song Contest 2018, a Lisbona. L'artista si è esibita nella seconda semifinale della manifestazione, mancando la qualificazione alla finale, essendosi classificata dodicesima con 105 punti. In base al criterio della differenza tra i punteggi di un paese non qualificatosi per la finale e quelli di uno qualificatosi, divisi per il massimo punteggio possibile che una canzone avrebbe potuto ottenere nella propria semifinale, Funny Girl è risultato l'undicesimo brano più vicino alla qualificazione nell'Eurovision dal 2004 al 2018.

## L'EP
L'extended play, dalla durata complessiva di quattordici minuti e ventiduesecondi, segna una vera e propria svolta musicale nella carriera della Rizzotto, che nel progetto si è dedicata ad un genere di musica radicalmente differente da quella pubblicata precedentemente nei primi due album in studio Made in Rio (2011) e Reason to Stay (2014). Infatti, rispetto ai suddetti lavori discografici, Ruby ha un sound più pop commerciale e le canzoni che ne fanno parte sono più "radio-friendly" e con influenze jazz e soul. Ruby è stato annunciato l'11 giugno 2017 attraverso il sito web della cantante stessa, che ha definito l'extended play un "talismano della passione" che "permette di sperimentare tutte le forme di amore e di superare lo sfinimento" con un'energia che "affina la mente e porta coraggio, impavidità e fiducia in se stessi a coloro che la vivono". Inoltre, la Rizzotto ha spiegato che ad ispirare la creazione dell'EP e dell' è stato il suo spostamento nel 2015 da Los Angeles a New York City, dove ha conseguito un master in musica presso la Columbia University nel 2017:

## Singoli
Tutte e quattro le tracce dell'extended play sono state estratte come singoli. La prima delle quattro ad essere pubblicata è stata The High, disponibile per il download digitale su tutte le piattaforme a livello globale a partire dal 25 giugno 2017. La canzone è stata accolta positivamente dalla critica ed è stata definita  "una canzone pop di ispirazione latina splendidamente realizzata che mette in risalto l'impressionante controllo vocale di Laura Rizzotto" dal blog musicale Music Existence. Per fare promozione al singolo è stato registrato un video musicale che ha debuttato sul canale YouTube ufficiale della Rizzotto il 1º luglio 2017.
Il secondo singolo dell'EP, Cherry on Top, un brano pop con sonorità orientate verso il soul, è stato pubblicato alcuni mesi dopo, l'11 agosto 2017, e il suo videoclip promozionale è stato caricato sul canale della cantante due giorni dopo, il 13 agosto.
Ha poi seguito il 22 settembre 2017 Red Flags, più nello stile di Funny Girl rispetto ai singoli precedenti, che ha avuto anch'esso un proprio video musicale, pubblicato il 4 ottobre. Il singolo, scritto dalla Rizzotto, Brandon Sheer e Mike MacAllister, è stato prodotto e registrato da quest'ultimo mentre del mixing si è occupato Pablo San Martin presso l'Esoteric Sound Studio di New York City.
Infine, l'EP è stato completato con la pubblicazione dell'ultimo singolo, Bonjour, nonché l'unico brano ad essere stato scritto esclusivamente dalla Rizzotto, il 15 giugno 2018. Per fare promozione a Bonjour, il 20 giugno 2018, cinque giorni dopo la diffusione del singolo, Laura ha pubblicato sul proprio canale ufficiale della piattaforma di streaming online YouTube un videoclip musicale dalla durata di esattamente quattro minuti registrato a Parigi, la capitale della Francia da Anthony James Faure poco prima della partecipazione della Rizzotto all'Eurovision 2018, con una Blackmagic Design URSA Mini Pro 4.6K.  Il brano, accolto positivamente dalla critica, è stato definito un «racconto a metà tempo di una storia d'amore estiva, con la voce e il centro della voce di Laura» ne sono state elogiate «alcune fantastiche progressioni di note nei versi che lasciano il posto a uno di quei ritornelli che puoi cantare all'istante».

## Tracce
Testi e musiche di Laura Rizzotto.
1. The High – 3:07 (Laura Rizzotto, Mike Campbell)
2. Red Flags – 3:34 (Rizzotto, Brandon Sheer, Mike MacAllister)
3. Bonjour – 3:51 (Rizzotto, Campbell, MacAllister, Julie Hard)
4. Cherry on Top – 3:50 (Rizzotto)